# Slania
Slania — второй студийный альбом швейцарской фолк-метал-группы Eluveitie. Признан лучшим в жанре фолк-метал в 2008 году по версии сайта Metal Storm. Slania — древнее женское кельтское имя. Некоторые тексты написаны на гельветском галльском языке.

## Список композиций
| №   | Название              | Длительность |
| --- | --------------------- | ------------ |
| 1.  | «Samon»               | 1:49         |
| 2.  | «Primordial Breath»   | 4:19         |
| 3.  | «Inis Mona»           | 4:09         |
| 4.  | «Gray Sublime Archon» | 4:21         |
| 5.  | «Anagantios»          | 3:25         |
| 6.  | «Bloodstained Ground» | 3:20         |
| 7.  | «The Somber Lay»      | 4:00         |
| 8.  | «Slania's Song»       | 5:40         |
| 9.  | «Giamonios»           | 1:23         |
| 10. | «Tarvos»              | 4:39         |
| 11. | «Calling the Rain»    | 5:06         |
| 12. | «Elembivos»           | 6:31         |
| 13. | «Samon (Acoustic)»    | 1:26         |

## Над альбомом работали

### Участники группы
- Анна Мёрфи — колёсная лира, вокал
- Симе Кох — гитары
- Севан Кирдер — флейта, вистлы, гайта
- Иво Хенци — гитары
- Рафи Кирдер — бас-гитара
- Мери Тадич — народная скрипка, вокал
- Мерлин Суттер — ударные
- Кристиан «Кригель» Гланцманн — ведущий вокал, мандола, вистлы, гайта, ирландская волынка, боуран

### Приглашённые музыканты
- Simon Solomon — Guitars (lead) on «Elembivos»
- Max Rutschmann — Vocals (children choir) on «Slania’s Song»
- Leo Rutschmann — Vocals (children choir) on «Slania’s Song»
- Marlo Boesiger — Vocals (children choir) on «Slania’s Song»
- Jil Boesiger — Vocals (children choir) on «Slania’s Song»
- Ariana Schürmann — Vocals (children choir) on «Slania’s Song»
- Tatjana Jud — Vocals (children choir) on «Slania’s Song»

### Прочие
- David Castillo — Recording (Drums, Guitars, Bass, Vocals)
- Dina Falk-Zambelli — Recording (Fiddles)
- Merlin Sutter — Recording (Fiddles, Other instruments, Choirs)
- Olli Falk — Recording (Fiddles)
- Chrigel Glanzmann — Recording (Other instruments, Choirs), Artwork (additional)
- Klaus Grimmer — Recording tech (Whistles, Bagpipes)
- Manuel Vargas Lepiz — Photography (cover), Artwork
- Lea Schibler — Cover model
- Astrid Marquardt — Photography
- Jens Bogren — Producer, Mixing, Mastering, Recording (Drums, Guitars, Bass, Vocals)